# Cultura de Guayaquil

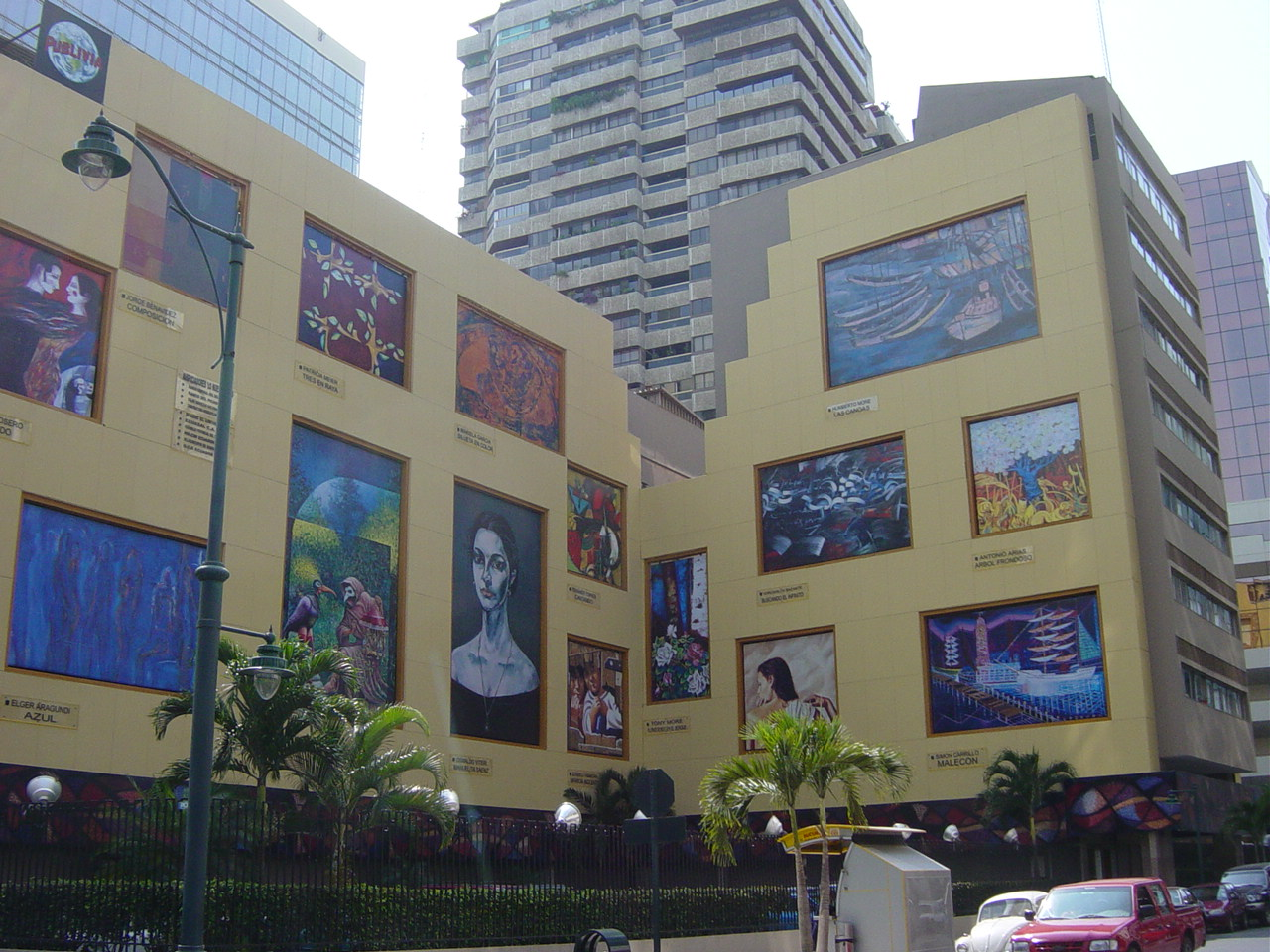
Murales adornados con pinturas en el centro de la ciudad.

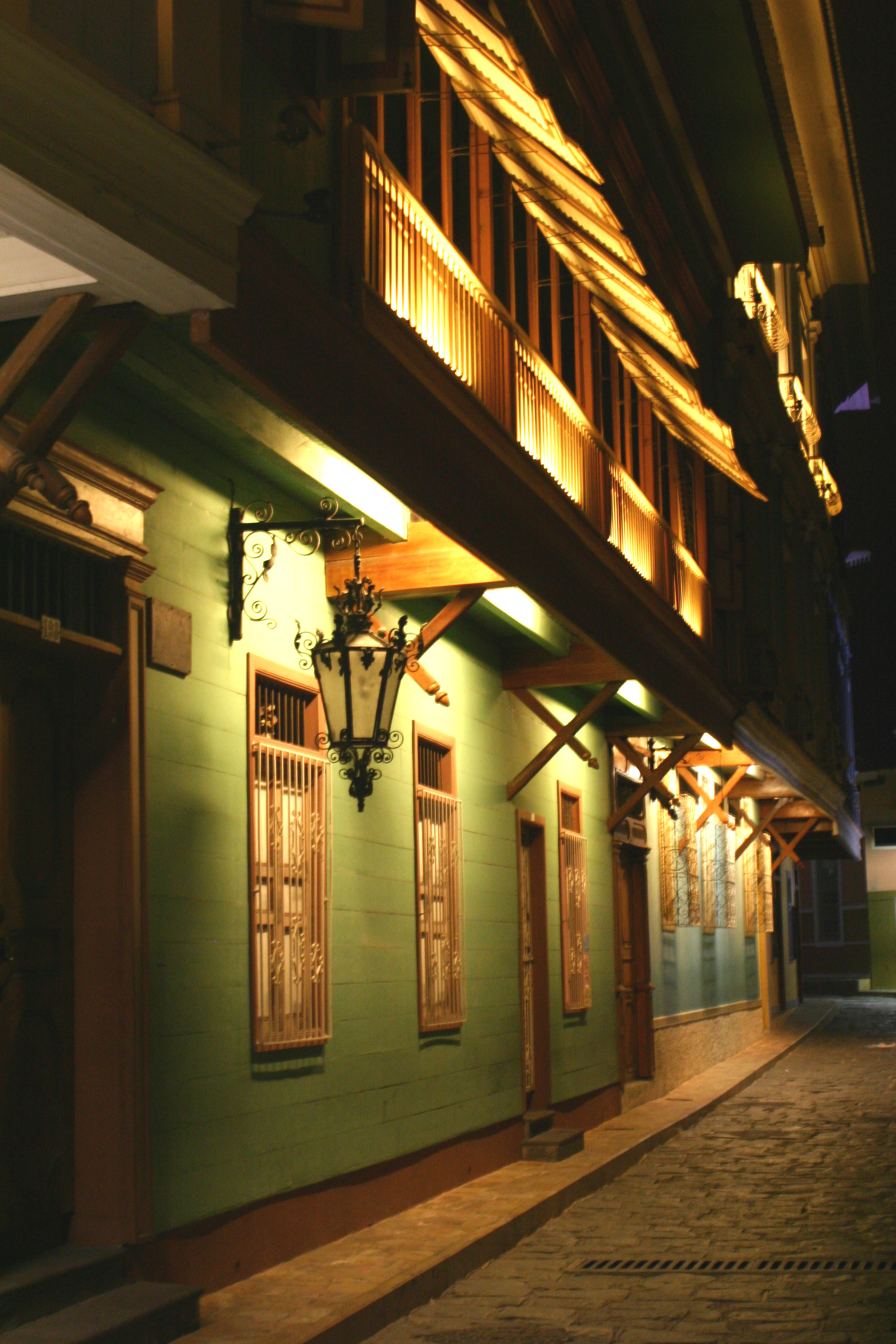
Casas con estilo colonial en el Barrio Las Peñas.

La cultura de Guayaquil ha sido expuesta a cambios y transformaciones a través de los años debido a la migración de personas procedentes de distintos lugares de Ecuador y otros países, al continuo crecimiento de la ciudad y su variedad poblacional, y su estatus de eje comercial de la nación. Al ser la ciudad más poblada del Ecuador, varios movimientos culturales. emergieron de la ciudad. A comienzos del siglo XX la literatura ecuatoriana alcanzó su máximo esplendor con varios escritores y poetas guayaquileños, entre los cuales se encuentran aquellos que conformarían el Grupo de Guayaquil. En los años 1950 el guayaquileño Julio Jaramillo se convirtió en uno de los más grandes exponentes de la música ecuatoriana llegando a tener fama internacional y ser conocido como "Ruiseñor de América" por sus destacadas interpretaciones en el género del pasillo.
La ciudad de Guayaquil  es un importante eje nacional para la música, teatro, cine, danza y arte visual. La ciudad posee una considerable variedad de museos y bibliotecas, aunque existe una casi escasa cantidad de galerías de arte en los sectores marginales. La "Regeneración Urbana" implementada por la municipalidad ha promovido el crecimiento cultural en varias partes de la urbe, como es el caso del Cerro Santa Ana el cual es destino turístico, cultural e histórico. A lo largo del Malecón Simón Bolívar, regenerado y transformado por la fundación Malecón 2000 y el Malecón del Salado también se pueden apreciar esculturas y monumentos que plasman el arte de la ciudad. 
Desde el año 2015 con la inauguración del primer Festival Internacional de Cine de Guayaquil, se da impulso a la difusión de la cinematografía local, nacional y del mundo.
Guayaquil comparte muchas características con la cultura de las demás partes de la región litoral del Ecuador. La población de la ciudad y de la mayoría de la costa mantiene diferencias en las características idiomáticas con las ciudades y poblaciones de la serranía ecuatoriana. También se nota la diferencia de vestimentas, ya que al tener la ciudad un clima cálido la mayor parte del año, las ropas utilizadas por la mayor parte de la población es ligera. La gastronomía de Guayaquil también marca la diferencia con las ciudades serranas y se asemeja a la del perfil costanero.
La vida nocturna de la ciudad es muy activa. La mayoría de la población juvenil concurren a sectores de la urbe donde la presencia de clubes, bares, discotecas y otros locales es abundante. El centro de la ciudad está la denominada "Zona Rosa" que aglomera una gran cantidad de establecimientos nocturnos, que mantiene un gran afluencia sobre todo en días de feriado.

## Literatura

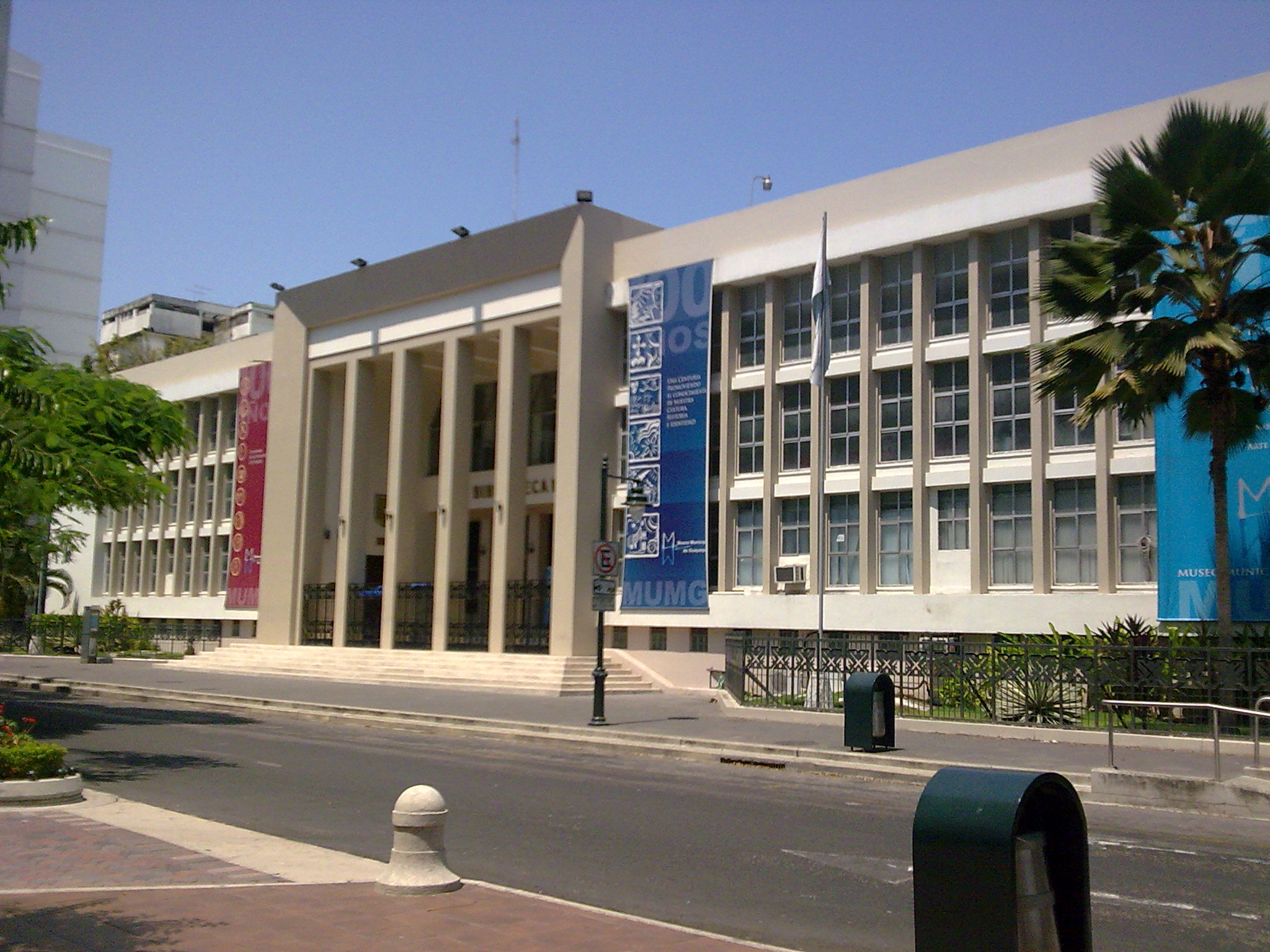
Biblioteca Municipal de Guayaquil.

Existen pocas referencias acerca de la literatura de la ciudad de Guayaquil en la era colonial. Después de la independencia de la ciudad, la literatura guayaquileña encuentra en el Dr. José Joaquín de Olmedo uno de sus más distintivos exponentes, el cual compuso poemas, odas e historias que son consideradas joyas de la literatura nacional como "La Victoria de Junín", "Canto a Bolívar", "Alfabeto para un niño", "Al General Flores, vencedor en Miñarica", "Al General Lamar", entre otros.
Joaquín Gallegos Lara fue otro de los grandes escritores de la ciudad, en 1946 publicó Las cruces sobre el agua, novela que narra la realidad vivida en Guayaquil durante la Masacre de trabajadores del 15 de noviembre de 1922. Gallegos Lara formó parte de una sociedad de escritores que exponían, entre otros temas, el realismo socialista del Ecuador, denominada Grupo de Guayaquil. El Grupo de Guayaquil también congregaba a varios escritores de gran reputación como Pedro Jorge Vera, Enrique Gil Gilbert, José de la Cuadra, Demetrio Aguilera Malta, entre otros. Los que se van fue una obra escrita por varios integrantes de este grupo, la cual recrea la vivencia y realidad a la que está expuesta el campesino del litoral ecuatoriano.

## Artes plásticas
Durante las primeras décadas del siglo XX, tras el surgimiento de los movimientos socialistas y comunistas, también siguieron un grupo de artistas que fomentaron un nuevo arte, fue el nacimiento del Realismo social, así Aba Calderón y Bella Amada López mantuvieron un fiel estética en sus obras las cuales mostraban a montubios, cholos y afrodescendientes en sus actividades cotidianas.
En Guayaquil desde el nacimiento de la Escuela de bellas arte en 1941 se tiene constancia académica del surgimiento de grandes pintores y escultores, alguno de ellos como Miranda, De Lucca y Theo Constante han exportado sus talentos a Europa.
En 1959 el municipio de Guayaquil instauro el Salón de Julio un gran certamen de pintura que se lleva a cabo anualmente. Posteriormente la Casa de la Cultura Núcleo del Guayas organizaría el concurso de pintura Salón de Octubre.
En 1966 la escultora Yela Lofredo fundó la Asociación Cultural Las Peñas, en la cual reunió a todos los artistas plásticos de la ciudad, y organiza eventos de exposiciones, uno de los más importantes es la exposición de 25 de julio en la calle principal de las Peñas. Y en la cual se premia cada año a un artista en las nominaciones de “El pincel de oro” y “El cincel de oro”.

## Museos

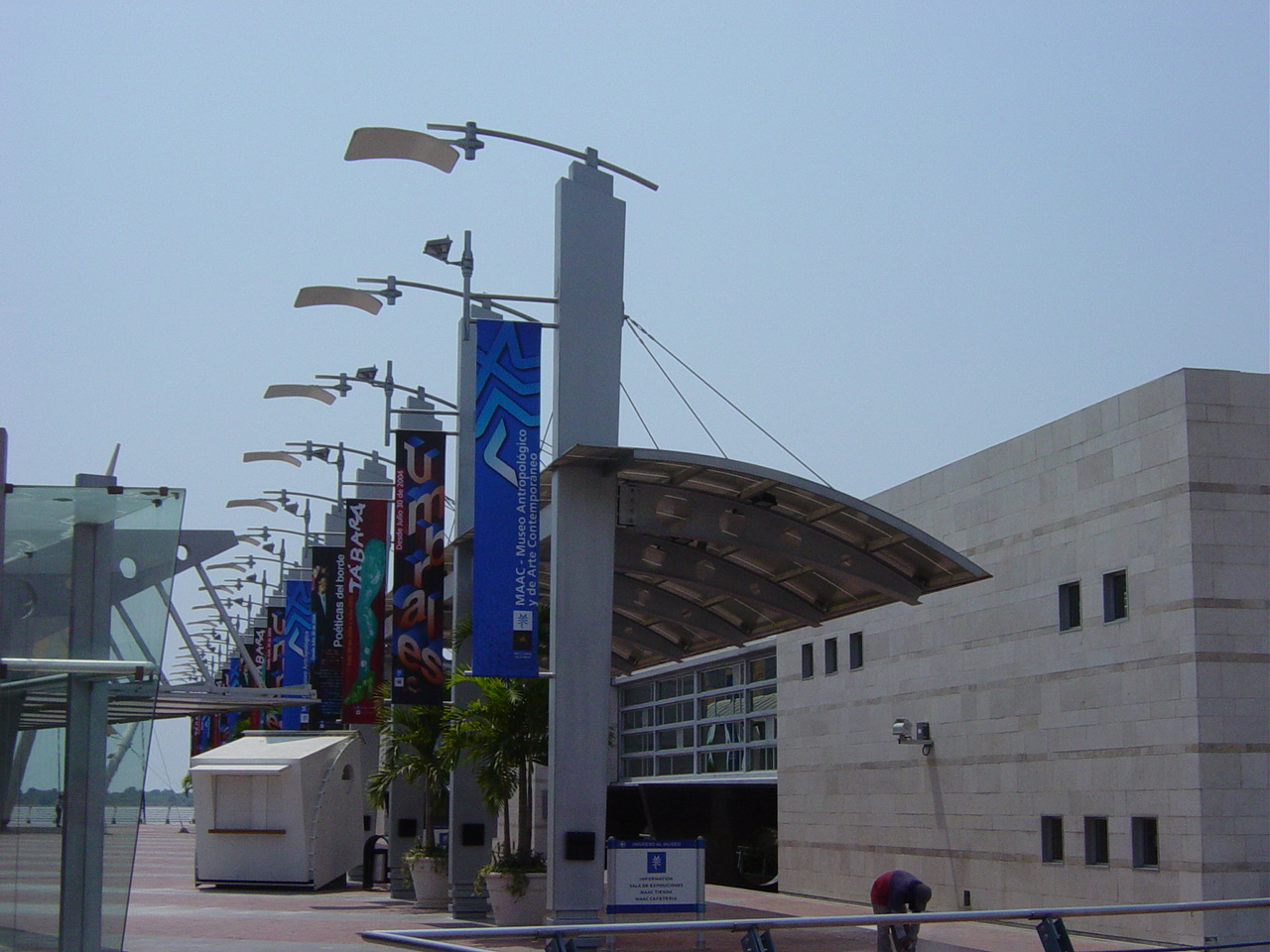
Fachada del Museo Antropológico y de Arte Contemporáneo.

Uno de los más destacados museos de la ciudad de Guayaquil es el Museo Antropológico y de Arte Contemporáneo, conocido por su acrónimo "MAAC", ubicado en la parte norte del Malecón 2000 a orillas del río Guayas. Es uno de los más grandes e importantes del Ecuador en donde se expone arte de las culturas prehispánicas y una colección de 50 000 piezas arqueológicas nativas ecuatorianas y más de 3 000 obras de arte modernas.
La mayoría de los museos de Guayaquil están ubicados en el centro la ciudad, como es el caso del Museo Municipal de Guayaquil, en el cual las atracciones son la arqueología, documentos coloniales, efectos personales de los patriotas de la independencia y fotografías de la ciudad a inicios del siglo XX.
Entre la variedad de museos que se pueden apreciar está el Museo Nahim Isaías, donde se expone arte colonial y republicano. El Museo Antropológico del Banco Central, muestra arqueología, arte colonial, republicano y moderno. El Museo Histórico Bae Calderón, es el único en la ciudad que expone astronomía, historia y armas. El Museo Presley Norton, presenta arqueología. En el Museo Francisco Campos, se puede apreciar zoología, mineralogía, arqueología, paleontología. En el Museo Naval Almirante Juan Illingworth, se exponen reliquias y réplicas de objetos de gran relevancia histórica, así como retratos y objetos pertenecientes personajes que han aportado a la historia marítima y naval del Ecuador. En el Museo Casa de la Cultura Carlos Zevallos Menéndez, se puede apreciar una sala de cerámica y orfebrería prehispánica. Por último en el Museo Coronel Félix Luque Plata, se exhibe la historia del cuerpo de bomberos.

## Festividades
Guayaquil, gracias a su diversidad cultural, varias festividades en el transcurso de cada año, en las cuales la población tiene períodos de relajación. Una gran cantidad de personas prefieren pasar las festividades fuera de la ciudad, mientras que otros aprovechan los programas recreativos de la ciudad.
Una de las celebraciones que se dan a comienzo de año es la de carnaval la cual varía su fecha de celebración desde finales de enero hasta principios de marzo según el año. Una gran cantidad de personas optan por permanecer fuera de la ciudad durante estas fechas, aprovechando los feriados para ir a los distintos balnearios del país, aunque también existe una buena cantidad que prefiere ir a las celebraciones que ofrecen las ciudades de la serranía ecuatoriana. En los últimos años, la alcaldía ha promovido una serie de programas de actividades para que las personas puedan pasar estos feriados en la ciudad, razón por la cual para estas fechas se dan desfiles y festivales en varios sectores de la urbe.
Carnaval, abre un período litúrgico llamado Cuaresma, que empieza con el tradicional Miércoles de ceniza y termina con la Semana Santa, en la cual anualmente se da la tradicional Procesión del Cristo del Consuelo que congrega una gran cantidad de fieles católicos. Otras celebraciones en la ciudad se dan el 1 de mayo de cada año cuando se conmemora el Día internacional de los trabajadores. También suele haber feriado los 24 de mayo al recordar la Batalla de Pichincha.
Para los meses de julio, las celebraciones en la ciudad toman lugar en conmemoración de la Fundación de Guayaquil los 25 de julio de cada año. Las festividades para estas fiestas se caracterizan por sus desfiles en varios sectores de la ciudad y las exposiciones de arte en el barrio Las Peñas del cerro Santa Ana.
Las festividades más grandes que se realizan en la ciudad son las "fiestas octubrinas", que se celebran en todo el mes de octubre de cada año, en especial el 9 de octubre en la cual se realiza las paradas militares y desfiles cívicos, y la M.I. Municipalidad realiza la "Sesión Solemne" en memoria de la independencia de Guayaquil.
| Festividades locales  |                            |
| Fecha                 | Acontecimiento             |
| 1 de enero            | Año Nuevo                  |
| En febrero o en marzo | Carnaval                   |
| En marzo o en abril   | Semana Santa               |
| 1 de mayo             | Día del Trabajo            |
| 24 de mayo            | Batalla del Pichincha      |
| 24 de julio           | Natalicio de Simón Bolívar |
| 25 de julio           | Fundación de Guayaquil     |
| 9 de octubre          | Independencia de Guayaquil |
| 12 de octubre         | Día de la Raza             |
| 2 de noviembre        | Día de los Fieles Difuntos |
| 25 de diciembre       | Navidad                    |
| 31 de diciembre       | Fin de año                 |